# Кэрри (мини-сериал)
«Кэ́рри» (англ. Carrie) — предстоящий американский мини-сериал в жанре сверхъестественного хоррора, телевизионная адаптация одноимённого романа Стивена Кинга.

## Сюжет
Кэрри Уайт использует свои способности к телекинезу, чтобы отомстить одноклассникам за травлю.

## В ролях
- Саммер Хауэлл[англ.] — Кэрри Уайт
- Сиена Агудонг — Сью Снелл[англ.]
- Мэттью Лиллард — директор Грейл
- Саманта Слойан[англ.] — Маргарет Уайт
- Элисон Торнтон[англ.] — Крис Харгенсен
- Талия Дудек — Эмалин
- Эмбер Мидтандер — Рита Дежарден[англ.]
- Джози Тота — Тина
- Артур Конти — Билли Нолан
- Джоэл Улетт[англ.] — Томми Росс
- Кейт Сигел
- Майкл Трукко
- Кэти Сакхофф
- Рахул Коли
- Тим Бэгли
- Хизер Грэм
- Тамо Пеникетт
- Кристал Балинт
- Даниэль Клаудт
- Мапуана Макиа
- Роуан Даниэлль
- Наика Туссен
- Кассандра Нод[англ.]

## Производство
В октябре 2024 года стало известно, что Майк Флэнаган работает над телевизионной адаптацией романа «Кэрри» Стивена Кинга для платформы Amazon Prime Video. Мини-сериал будет состоять из восьми эпизодов. В апреле 2025 года стало известно, что Саммер Хауэлл исполнит роль Кэрри Уайт, а Сиена Агудонг сыграет Сью Снелл. В мае 2025 года к актёрскому составу мини-сериала присоединлся Мэттью Лиллард. В июне 2025 года стало известно, что в адаптации также снимутся Саманта Слойан, Элисон Торнтон, Thalia Dudek, Эмбер Мидтандер, Джози Тота, Артур Конти, Джоэл Улетт, Кейт Сигел, Майкл Трукко, Кэти Сакхофф, Рахул Коли, Тим Бэгли, Хизер Грэм, Тамо Пеникетт, Кристал Балинт, Даниэль Клаудт, Мапуана Макиа, Роуан Даниэлль, Кассандра Нод и Наика Туссен.
Съёмки начались 16 июня 2025 года в Ванкувере. Планируется, что они завершатся 17 октября того же года.